# Cuccaro Vetere
Cuccaro Vetere är en ort och kommun i provinsen Salerno i regionen Kampanien i Italien. Kommunen hade 566 invånare (2017).